# Айтыш
Айты́ш у киргизов и башкир (от кирг. айтыш, баш. әйтеш — «сказ»), айты́с у казахов (каз. айтыс) — импровизированное состязание двух акынов, форма устной народной песенной поэзии. Исполняется с аккомпанементом на народных струнных инструментах.

## Описание
Во время айтыса два сидящих (реже — стоящих) напротив друг друга акына исполняют своеобразный песенный диалог, постоянно передавая очередь, подхватывая слова оппонента. Песни во время состязания могут быть на любую произвольную тему. По итогам соревнования выбирается победитель, при этом оценивается как музыкальность и ритмичность, так и сообразительность в парировании аргументов соперника.
В айтысе могут принимать участие и несколько акынов, хотя выступление парами является наиболее распространённым, нередки состязания между мужчиной и женщиной.

## Разновидности айтыса
Айтысы в Казахстане делятся на несколько видов: айтыс-загадка, айтыс-похвала, айтыс-басня и другие.
Кайым айтыс, кайымдасу — вид айтыса, в котором соперники обмениваются поэтическими репликами. При этом они без изменения повторяют зачины — первые две строки четверостишия своего соперника, добавляя к ним новые строки. В большинстве случаев участвуют юноши и девушки. Для Кайым айтыс характерно шутливое содержание: соперники прибегают к преувеличенио-комическому изображению друг друга, щедро используя гиперболы и метафоры. Первое двустишие задает последующим строфам рифмы и тему тем самым связывая весь Кайым айтыс в единое целое не только формально-поэтически (системой созвучий), но и содержанием (системой образов). Кайым айтыс, которые звучат на праздниках, состязаниях aйтысов, приобрели новое содержание и форму. Современники в Кайым айтысе затрагивают современные социальные проблемы.
Айтыс-загадка (каз. Жұмбақ айтыс) — айтыс в форме вопросов и ответов. Айтыс-загадка проводится на празднествах в день наречения ребенка, на молодёжных вечерниках, на пирах и свадьбах. Загадки загадываются либо в конце айтыса с целью озадачить, сбить с толку соперника и благодаря этому одержать победу (айтыс Асета и Рысжан), либо на загадках строится весь айтыс, в ходе которого проверяются знания, находчивость и быстрота реакции каждого участника (айтыс Нуржана и Сапаргали). От традиционных загадок, бытующих как самостоятельный жанр фольклора, загадки, входящие в айтыс, отличаются следующими особенностями: они имеют автора; импровизируются в стихотворной форме; подробно описывают предмет или группу взаимосвязанных предметов и явлений. В ходе проведения айтыса-загадки возникает целостное представление о природе, обществе, человеке; в нем отражается культура, знания, жизненный опыт и общественная позиция акына. Айтыс-загадка — своеобразный экзамен на творческую зрелость. Представляет собой увлекательное драматическое зрелище. Развитие казахской письменной, литературы обусловило появление письменного айтыса-загадки Асета и Рысжан, ставшего образцом песенного состязания в форме загадок (загадки загадывала Рысжан) и разгадок (отгадки находил Асет). Айтыс-загадка — подлинное произведение искусства, имеющее острое социальное содержание.

## Распространение по странам и республикам

### Башкортостан
Состязательный диалог мастеров слова в жанре айтыш проходит в Башкирии на народных праздниках. Состязания сопровождаются игрой под домбру. В жанре айтыш проходят диалоги действующих лиц башкирских эпосов и кубаиров: Нэркэс и Хаубана («Акбузат»), Хабрау-йырау и Токтамыш-хана («Идукай менэн Мурадым»), батыра Кужака и ногайца Таргына («Таргын менэн Кужак»), сказок («Торахан менән Йәнәбәхан һәм Ерәнсә-сәсән» — «Турахан, Янебахан и Ерэнсэ-сэсэн»).
Мастерами жанра в Башкирии были Баик Айдар (1710—1814) и др. В жанре Айтыш написаны произведения башкирских поэтов Г. Г. Зарипова, Б. М. Искужина, А. Утябайа и других.

### Казахстан
Известнейшие казахские акыны, прославившиеся в мастерстве айтыса: Жанак Сагындыкулы (1770—1856), Шоже Каржаубайулы (1808—1895), Суюнбай Аронулы (1815—1898), Биржан-сал (1834—1897) и Сара Тастанбеккызы (1878—1916) (в 1946 году композитор Мукан Тулебаев на основе айтыса между Биржаном и Сарой написал оперу «Биржан и Сара»), Торебай Ескожаулы (1844—1911), Джамбул Джабаев (1846—1945), Асет Найманбаев (1867—1922). Современные акыны — Ринат Заитов, Балгынбек Имашев, Жандарбек Булгаков, Дидар Камиев и другие.
В 2014 году в «Репрезентативный список нематериального культурного наследия человечества ЮНЕСКО» были включены национальная номинация Казахстана «Искусство исполнения традиционного домбрового кюя», а в 2015 году в этот список была включена Казахстанско-Кыргызстанская номинация.
Правительство Казахстана в лице министра культуры РК того времени Мухтара Кул-Мухаммеда пыталось подвергнуть цензуре айтыс, призвав воспевать только «независимость и Астану» и «Елбасы». Также участников айтыса настоятельно просили не затрагивать тему Жанаозена. Попытки жюри дать невысокую оценку акыну Бауржану Калиолле, говорившем о Жанаозенских событиях 2011 года, вызвало возмущение зрителей. Так как в айтысе используется импровизация, то это остается последним бастионом свободы слова.
В 2013 году в айтысе «Сүйер ұлың болса, сен сүй» в честь Толе би, Казыбек би и Айтеке би, после того, как в словесном поединке между Ринатом Заитовым, который выступил с резкой критикой власть имущих, и Меирбеком Султанхановым судьи присудили победу Султанханову, зрители шумом и свистом выразили недовольство решением жюри. После получасового совещания, жюри объявило акынов «равными».

### Кыргызстан
В 2001 году был создан общественный фонд «Айтыш», оказывающий поддержку акынам и развитию айтыша. Фонд был основан Садык Шер-Ниязом. 
С 2002 года в Кыргызстана проводятся международные конкурсы по айтышу.  Международный фестиваль "Айтыш" основал основатель общественного фонда «Айтыш» Садык Шер-Нияз и прошел в городе Талас в 2002 году в честь ознаменования 100 летия Ш. Шеркулова и М. Баетова.    И с тех пор систематически проходит международный фестиваль Айтыш. В 2024 году прошел 17-й международный фестиваль в городе Бишкек. 
Среди известных киргизских акынов советского периода, занимавшихся айтышем, — Токтогул Сатылганов, Калык Акиев, Эстебес Турсуналиев, Ашыраалы Айталиев, Тууганбай Абдиев.
В 2003 году ЮНЕСКО признал искусство кыргызских акынов-импровизаторов "Шедевром нематериального наследия человечества". В 2004 году в Бишкеке генеральный директор ЮНЕСКО Коитиро Мацуура при вручении сертификата Шедевра особо отметил выдающиеся усилия Бексултан Жакиева и Садык Шер-Нияза в получении этой номинации и поблагодарил их за вклад в развитие мировой культуры. 
В 2015 году в «Репрезентативный список нематериального культурного наследия человечества ЮНЕСКО» была включена киргизско-казахстанская номинация «Айтыш/Айтыс — искусство импровизации».